# 佐々木宗氏
佐々木 宗氏（ささき むねうじ）は、鎌倉時代後期の武士・御家人。佐々木氏支流京極氏4代当主。京極宗氏とも。

## 略歴
鎌倉幕府の有力御家人・佐々木満信の嫡男として誕生した。嘉元2年（1304年）に3代当主であった従兄・貞宗が嗣子を残さずに死去したため、跡を継ぐ。元徳元年（1329年）、死去。享年61。
家督は子の高氏が継いだ。
和歌を好み、『続千載和歌集』『新千載和歌集』に入集している。

## 史料
- 『西讃府史』